# Вајшлиц
Вајшлиц (њем. Weischlitz) општина је у њемачкој савезној држави Саксонија. Једно је од 45 општинских средишта округа Фогтланд. Према процјени из 2010. у општини је живјело 3.467 становника. Посједује регионалну шифру (AGS) 14523450.

## Географски и демографски подаци
Вајшлиц се налази у савезној држави Саксонија у округу Фогтланд. Општина се налази на надморској висини од 400 метара. Површина општине износи 33,1 km². У самом мјесту је, према процјени из 2010. године, живјело 3.467 становника. Просјечна густина становништва износи 105 становника/km².